# Гасымов, Амиль Фамиль оглы
Амиль Фамиль оглы Гасымов (род. 8 февраля 1986, Кировабад) — азербайджанский самбист и дзюдоист, бронзовый призёр чемпионатов Азербайджана по дзюдо, чемпион Европы по самбо, серебряный призёр Европейских игр 2015 года в Баку по самбо, чемпион и призёр чемпионатов мира по самбо, обладатель Кубка мира по самбо. Выступал во 2-й средней весовой категории (до 74 кг).
Является братом Рамиля Гасымова — бронзового призёра чемпионата мира по самбо 2004 года, чемпиона летних Паралимпийских игр 2016 года по дзюдо.  Двоюродный брат Шахмураз Гасымов (1971) — чемпион и призёр чемпионатов Европы и мира по самбо.

## Соревнования по дзюдо
- Чемпионат Азербайджана по дзюдо 2008 года — ;
- Чемпионат Азербайджана по дзюдо 2010 года — ;
- Чемпионат Азербайджана по дзюдо 2013 года — ;